# Harold Smith
Harold Smith   (Ontario, 19 de febrer de 1909 - La Jolla, 5 de març de 1958) fou un saltador estatunidenc que va competir durant les dècades de 1920 i 1930.
El 1928 va prendre part en els Jocs Olímpics d'Amsterdam, on fou quart en la competició de trampolí de 3 metres del programa de salts. Quatre anys més tard, als Jocs de Los Angeles, va disputar dues proves del programa de salts. En la de palanca de 10 metres guanyà la medalla d'or i en la de trampolí de 3 metres guanyà la de plata.
En el seu palmarès també destaca el campionat de trampolí d'1 metre de l'AAU de 1928 i 1930 i el de 3 metres de 1930 i 1931. En finalitzar els Jocs de 1932 es dedicà professionalment als espectacles aquàtics i fou entrenador de salts del New York Athletic Club i la Universitat Yale. Entrenà l'equip alemany de salts dels Jocs de Berlín de 1936. Durant la Segona Guerra Mundial serví com a capità a la U.S. Navy i posteriorment treballà com a gerent de piscines en hotels de luxe de Palm Springs i Santa Barbara.